# Mitterberg (Gemeinde Mitterberg-Sankt Martin)
Mitterberg ist eine ehemalige Gemeinde in der Steiermark (Politische Expositur Gröbming
bzw. Gerichtsbezirk Schladming im Bezirk Liezen) mit 1159 Einwohnern (Stand: 1. Jänner 2015).

## Geographie
Die Gemeinde besitzt kein eigentliches Gemeindezentrum, die einzelnen Gemeindeteile tendieren zu den verschiedenen Nachbargemeinden.

### Gemeindegliederung
Das Gemeindegebiet umfasste folgende sechs Ortschaften (in Klammern Einwohnerzahl Stand 1. Jänner 2024):
- Gersdorf (161) mit Kaindorf und Zirting
- Mitterberg (189) mit Berg, Dorf, Matzling, Ratting und Steg
- Strimitzen (24) mit Gstatt und Niedergstatt

die drei Ortschaften Salza, Tipschern und Unterlengdorf wurden später mit namensgleichen Ortschaften der ehemaligen Gemeinde St. Martin zusammengelegt
Die Gemeinde bestand aus der einzigen Katastralgemeinde Mitterberg.

## Geschichte
Der Ort Mitterberg wurde bei der Gründung des Benediktinerstiftes Admont 1074 erstmals erwähnt.
Die Ortsgemeinde als autonome Körperschaft entstand 1850. Nach der Annexion Österreichs 1938 kam die Gemeinde zum Reichsgau Steiermark, 1945 bis 1955 war sie Teil der britischen Besatzungszone in Österreich.
Seit 2015 ist die Gemeinde im Rahmen der steiermärkischen Gemeindestrukturreform mit der Gemeinde Sankt Martin am Grimming zusammengeschlossen. Die dadurch entstandene neue Gemeinde trägt den Namen Mitterberg-Sankt Martin.
Mitterberg ist zusammen mit Gröbming ein „Heilklimatischer Kurort“

### Geschichte von Schloss, Herrschaft und Forstamt Gstatt
1394 wurde Schloss Gstatt als „Probstey“ am Fuße des Mitterbergs als Sitz der Verwaltung für die stiftischen Besitzungen und bäuerlichen Untertanen zwischen Liezen und Schladming errichtet.
Die Aufhebung der Grundherrschaften erfolgte 1848. 1892 erwarb der Trientiner Werftbesitzer Charles François Bardeau, der 1871 schon Schloss Kornberg gekauft hatte, die Herrschaft Gstatt und erweiterte sie durch Zukäufe von 8.000 ha auf 13.000 ha. 1911 erhob ihn Kaiser Franz Joseph I. in den Grafenstand.
Während der Wirtschaftskrise von 1929 verkaufte die Familie Bardeau das Forstgut Gstatt an Graf Hieronymus Colloredo-Mannsfeld (1870–1942) aus dem „böhmischen“, fürstlichen Zweig der Familie. Sein Sohn, Fürst Joseph III. (1910–1990), emigrierte nach Zwangsarbeit unter den Nazis sowie Haft, Folter und der Enteignung des tschechischen Familienbesitzes Schloss Opočno unter den Kommunisten als Staatenloser nach Kanada, begründete dort eine neue Existenz als Obst- und Blumenfarmer und zog erst ab 1975 wieder auf seinen Besitz Gstatt.
1988 kam es zur Realteilung zwischen Kristina Colloredo-Mansfeld (Schloss Gstatt mit dem Mitterberger Wald und dem Revier Rohrmoos-Untertal) und Livia Colloredo-Mannsfeld (Reviere Walchen-Prellegg und Schwarzensee).
|  |  |

## Politik
Letzter Bürgermeister war Friedrich Zefferer. Der Gemeinderat setzte sich nach den Wahlen von 2010 wie folgt zusammen:
- 11 SPÖ
- 3 ÖVP
- 1 FPÖ

### Wappen
Die Verleihung des Gemeindewappens erfolgte mit Wirkung vom 1. September 1981.
Blasonierung (Wappenbeschreibung):
„In Schwarz eine links gerichtete silberne Spitze, in der vom linken Schildrand nach vorne aufwärts eine gestielte blaue Lilie wächst.“